# 槟城大会堂

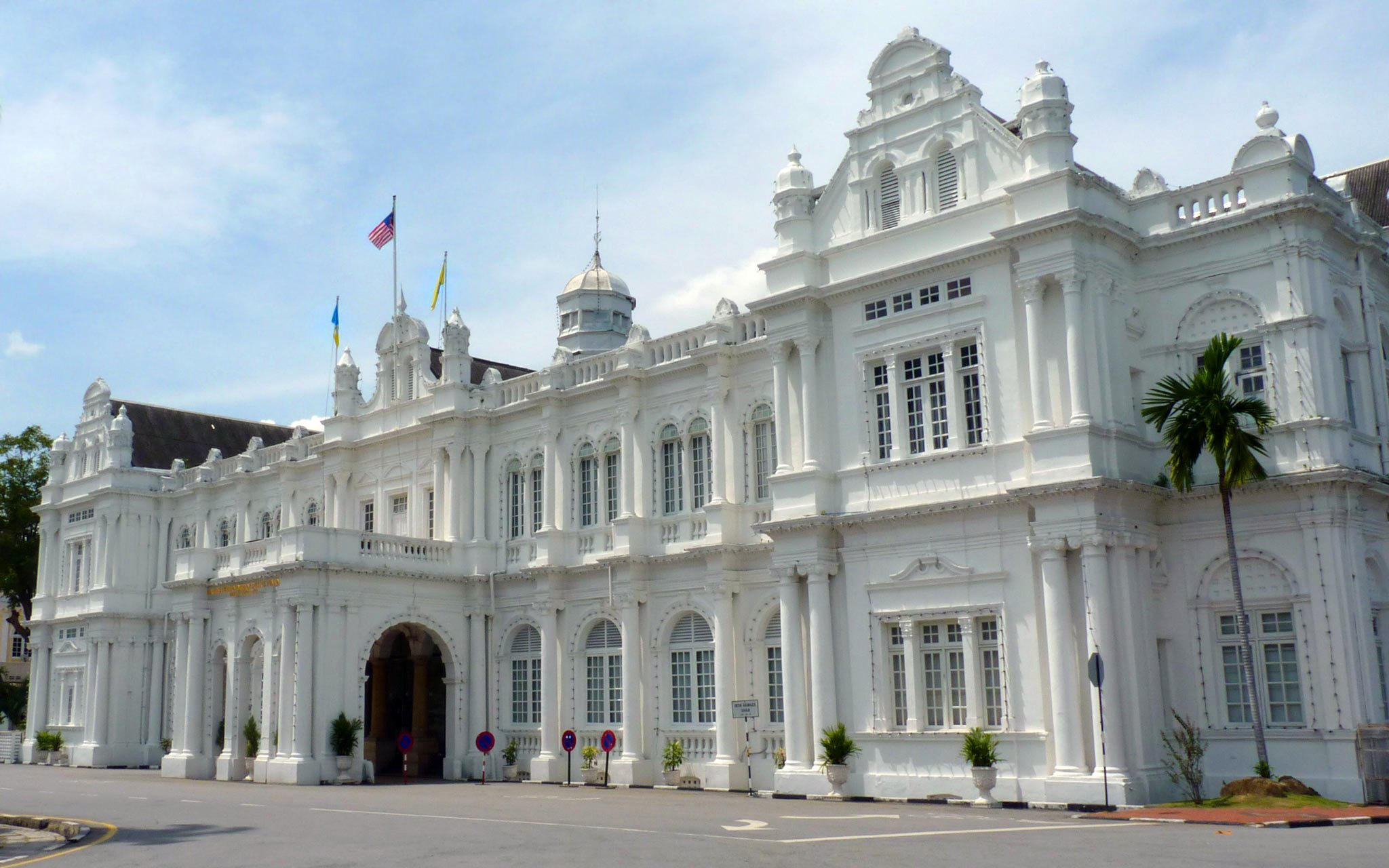
槟城大会堂

槟城大会堂（City Hall）是马来西亚槟城乔治市的一座市政建筑，曾是乔治市市议会所在地。 
槟城大会堂位于海滨，建于1903年，两层，爱德华巴洛克式建筑。由于毗邻的市政厅（Town Hall）承担了较多的社会功能，因而对办公空间产生了需求。
1982年，槟城大会堂被列为国家文物。